# Стойче Добрев
Стойче Добрев е деец на ВМОРО, по-късно ренегат, преминал на сръбска страна след Първата световна война и станал сръбски четнически войвода

## Биография
Добрев е роден в кумановското село Колицко, тогава в Османската империя, днес в Северна Македония. Присъединява се към ВМОРО и в 1914 година действа като четник в кумановската чета на Кръстю Лазаров.
След края на Първата световна война заедно с Христо Даскалов от Смилево и Илия Тончев се сближават с министъра на вътрешните работи от БЗНС Александър Димитров и действат като полицейски следователи. Според Иван Михайлов през 1921 година изтезават и убиват войводата Симеон Клинчарски.
Стойче Добрев въоръжава група хора и преминава в Сърбия, където се поставя на служба на властите в борбата с ВМРО.